# TEC-9
Intratec TEC-9, TEC-DC9, KG-99, và AB-10 là một dòng súng súng ngắn bán tự động được phát triển bởi Công ty Intratec của Hoa Kì, công ty con của Tập đoàn Sản xuất Vũ khí của Thụy Điển Interdynamic AB. Được giới thiệu lần đầu vào năm 1984, TEC-9 được làm từ polyme đúc giá rẻ, điểm nhấn thêm một số bộ phận bằng thép dập và thép cán. Nhờ được thiết kế tối giản để có thể dễ dàng sửa chữa hay nâng cấp, mẫu súng là một sản phẩm thành công với hơn 250,000 khẩu được bán.
Nếu xem AK-47 là biểu tượng của Thế giới thứ ba, của những cuộc Cách mạng cánh tả, hay như khẩu Súng tiểu liên Thompson trong thời kì Mafia 1920-1933. Khẩu TEC-9 lại được gắn liền trong thời kì bùng nổ của Văn hóa nhạc Pop thập niên 80 90 với những băng đảng da màu, xả súng, điển hình là vụ xả súng tại 101 California Street hay Thảm sát Trường Trung học Columbine

## Lịch sử
Interdynamic AB, một nhà sản xuất vũ khí Thụy Điển có trụ sở tại Stockholm đã thiết kế mẫu Interdynamic MP-9, được coi là một khẩu súng tiểu liên 9mm giá rẻ dựa trên Carl Gustav M/45 cho quân đội. Mẫu súng này chỉ được sử dụng bởi một số chính phủ phân biệt chủng tộc tại Nam Phi, không có chính phủ nào chịu bỏ tiền ra trang bị mẫu súng này cả.
Nắm được tình hình đó, thiết kế này đã được nhà thiết kế George Kellgren đưa vào thị trường nội địa Hoa Kỳ như một khẩu súng ngắn bán tự động có chốt mở, loại bỏ báng súng có thể thu gọn và các tính năng khác theo Đạo luật vũ khí quốc gia năm 1934 và được tiếp thị dưới thương hiệu phụ Interdynamic USA. Tuy nhiên, thiết kế này được coi là quá dễ để chuyển đổi thành vũ khí tự động. Do đó, ATF (Cơ quan Quản lý Rượu, Thuốc lá, Súng và Thuốc nổ Hoa Kì) đã buộc Interdynamic USA phải thiết kế lại vũ khí thành hệ thống chốt đóng, khó chuyển đổi thành vũ khí tự động hơn. Biến thể này được gọi là KG-99 và trở nên phổ biến khi xuất hiện thường xuyên trên loạt phim nổi tiếng Miami Vice, nơi là nguồn cảm hứng chính cho tựa game Grand Theft Auto: Vice City.
KG-9 và KG-99 có ống thân trên  dạng mở ở phía sau, trong đó các bộ phận như khóa nòng , lò xo hồi  và tấm đệm được giữ cố định bởi khung thân dưới bằng nhựa hoặc polymer. Thiết kế này chỉ phù hợp với đạn 9mm loại 115 grain (7,5 g). Nếu sử dụng loại đạn nặng hơn hoặc đạn có áp suất cao (hot loads), phần thân dưới bằng nhựa sẽ bị nứt hoặc hỏng, khiến khẩu súng không thể sử dụng được nữa. Ở các phiên bản TEC-9 và AB-10 sau này, ống thân trên đã được thiết kế có ren ở phía sau và sử dụng nắp vặn để giữ cố định khóa nòng, lò xo hồi và tấm đệm – ngay cả khi không có thân dưới. Thiết kế này giúp giải quyết vấn đề hư hỏng thân dưới khi dùng đạn mạnh.

### Tai tiếng và Pháp luật
Sau vụ thảm sát Trường Cleveland năm 1989, TEC-9 đã được đưa vào danh sách vũ khí bị cấm của California. Để lách luật, Intratec đã đổi tên một biến thể của TEC-9 thành TEC-DC9 từ năm 1990 đến năm 1994 (với DC là viết tắt của "Designed for California"). Sự khác biệt bên ngoài đáng chú ý nhất giữa TEC-9 và TEC-DC9 là các vòng giữ dây đeo đã được chuyển từ bên hông sang một kẹp kim loại có thể tháo rời ở mặt sau. Năm 1993, vũ khí này lại tiếp tục gây tranh cãi sau khi được sử dụng trong vụ xả súng tại 101 California Street . Cùng năm đó, California đã sửa đổi Đạo luật Kiểm soát Vũ khí tấn công Roberti–Roos (AWCA) năm 1989, có hiệu lực từ tháng 1 năm 2000, nhằm cấm các loại súng ngắn có các đặc điểm như vỏ bọc nòng súng. Trong những năm 90, TEC-9 cũng nổi tiếng vì được các băng đảng đường phố và các tổ chức tội phạm Mỹ sử dụng do giá thành rẻ, cộng thêm súng có hộp tiếp đạn lớn với 32 viên.
TEC-9 tiếp tục được sản xuất từ năm 1985 đến năm 1994, khi mẫu này và các biến thể TEC-DC9 nằm trong số 19 loại vũ khí bị cấm theo lệnh Cấm vũ khí tấn công liên bang (AWB) năm 1994 hết hạn. Lệnh cấm này buộc Intratec phải ngừng sản xuất và buộc họ phải giới thiệu một mẫu mới hơn. Một năm sau, Intratec giới thiệu mẫu AB-10 ("AB" là viết tắt của "After Ban"), một khẩu TEC-9 Mini không có vỏ bọc nòng/mũi và được bán với hộp tiếp đạn 10 viên nhỏ hơn thay vì hộp tiếp đạn 20 hoặc 32 viên. Tuy nhiên, AB-10 vẫn có thể dùng chung hộp tiếp đạn lớn hơn của các mẫu TEC-9 trước lệnh cấm. Năm 1999, TEC-DC9 Mini đã bị Dylan Klebold, một trong những kẻ gây ra vụ Thảm sát Trường Trung học Columbine sử dụng một cách dã mang, sau đó tự sát.
Năm 1994, nghi phạm giết người Bennie Lee Lawson đã sử dụng TEC-9 trong vụ xả súng tại Tòa nhà Henry Daly ở Washington D.C., giết chết hai đặc vụ FBI, một cảnh sát, làm bị thương một đặc vụ FBI khác và một dân thường trước khi tự sát.
TEC-9 cũng được sử dụng trong vụ xả súng năm 1990 tại Giáo đường Do Thái West End ở Nashville, Tennessee bởi Leonard William Armstrong, thành viên của tổ chức Ku Klux Klan.
Năm 2001, Tòa án Tối cao California phán quyết rằng Intratec không chịu trách nhiệm về vụ tấn công 101 California Street năm 1993. Cùng năm đó, Intratec tuyên bố giải thể và việc sản xuất mẫu AB-10 cũng ngừng lại. Mặc dù hiện tại vẫn có thể tìm thấy trên thị trường các khẩu TEC-9 hợp pháp đã qua sử dụng từ năm 2004, TEC-9 và các biến thể tương tự đã bị cấm ở một số tiểu bang của Hoa Kỳ bao gồm California, New York, New Jersey và Maryland.

### Bản sao được sản xuất bất hợp pháp tại Châu Âu
Số lượng súng lục tự động 9mm được sản xuất bất hợp pháp đã bị tịch thu tại Châu Âu vào năm 2017. Mặc dù là vũ khí tự chế (và không phải do Intratec phát triển), chúng vẫn được đánh dấu là "Intratec TEC-9", có thể được thực hiện như một cách để nâng cao giá trị thị trường của vũ khí.